# Борђош
Борђош је археолошко налазиште на некадашњем плодном острву Тисе у близини Новог Бечеја. У питању је насеље из каснонеолитског периода.

## Историјат
Археолошка истраживања на локалитету Борђош отпочела су 2014. године у организацији Музеја Војводине уз учешће Института за праисторију и рану историју Кристијан Албрехт Универзитета у Килу (Немачка). Мултидисциплинарни тим, осим археолога, чинили су археоботаничари, археозоолози, геоморфолози, геофизичари, педолози и други стручњаци. 
Ископавања су утврдила постојање насеља из каснонеолитског периода на површини од 40 ha. У широј области овог налазишта констатовани су трагови живота од старијег неолита до средњег века, али је пажња истраживача усмерена на насеље у којем су пре 7.000 година живели становници потиске културе који су одржавали живе контакте са становницима насеља винчанске културе на југу. Свеобухватном геомагнетном проспекцијом установљено је да је ово насеље било оивичено системом ровова, а спољни систем одбране чинио је бедем са седам капија. Археолошким рекогносцирањима у непосредној близини Борђоша откривена су 23 локалитета из различитих периода. Један од њих је и локалитет Пречка који припада старчевачкој култури.

## Галерија
- Геомагнетна проспекција (2014)
- Археолошко истраживање на локалитету (2016)
- Минијатурне фигурине
- Минијатурна фигурина
- Пехар Потиске културе
- Борђошка кашика